# Verena Jooß
Verena Jooß (ur. 9 stycznia 1979 w Karlsruhe) – niemiecka kolarka torowa, brązowa medalistka mistrzostw świata i Europy.

## Kariera
Pierwszy sukces w karierze Verena Jooß osiągnęła w 2003 roku, kiedy została wicemistrzynią Niemiec w indywidualnym wyścigu na dochodzenie. W latach 2004, 2005 i 2007 w tej samej konkurencji zdobywała złote medale mistrzostw kraju. Swój największy sukces osiągnęła podczas mistrzostw świata w Manchesterze w 2008 roku, gdzie wspólnie z Charlotte Becker i Alexandrą Sontheimer zdobyła brązowy medal w drużynowym wyścigu na dochodzenie. W 2008 roku brała także udział w igrzyskach olimpijskich w Pekinie, zajmując jedenaste miejsce w indywidualnym wyścigu na dochodzenie. W 2010 roku brała udział w torowych mistrzostwach świata w Kopenhadze, gdzie była między innymi siódma w drużynowym wyścigu na dochodzenie. W tej konkurencji zdobyła ponadto brązowy medal na mistrzostwach Europy w Pruszkowie w 2010 roku.